# Unalakleet
Unalakleet è una città degli Stati Uniti d'America situata nella Census Area di Nome dello stato dell'Alaska.

## Geografia fisica
Unalakleet si trova nel Norton Sound alla foce del fiume Unalakleet. Il villaggio si sviluppa lungo una lingua di terra bassa e sabbiosa, lunga poco più di un chilometro, posta a nord della foce del fiume suddetto. L'etroterra, sia a nord che a sud di Unalakleet, è disseminato di lagune e paludi formate dal corso finale del fiume.
Unalakleet è il terminale di arrivo del Kaltag Portage, un antico percorso commerciale che collegava la valle dello Yukon con il Norton Sound. Veniva utilizzato in inverno per trasportare le merci dall'area interna alla costa. Attualmente il percorso Kaltag - Unalakleet (circa 145 km) è una delle tappe finali della famosa corsa con i cani da slitta chiamata  Iditarod Trail Sled Dog Race, che si tiene ogni anno fra Anchorage e Nome.
Unalakleet dispone di un aeroporto pubblico, il Unalakleet Airport, (codice IATA "UNK"), posto a meno di un chilometro a nord del centro abitato.

## Storia
Secondo studi archeologici dell'area, sui crinali della spiaggia presso Unalakleet sono stati ritrovati resti di abitazioni risalenti al 200-300 a.C. In epoca storica
Unalakleet era un importante centro commerciale per gli scambi di merci fra gli indiani che abitavano le zone interne e gli Inupiaq della costa. Nel 1830 la Compagnia russo-americana insediò un trading post nella zona. Nel 1901, nell'ambito della costruzione del Sistema di Comunicazioni dell'Alaska denominato WAMCATS, Unalakleet fu collegato alla linea telegrafica che da St. Michael giungeva fino a Fort Gibbon passando per Kaltag. La città è stata costituita come area incorporata nel 1974.